# قائمة الرحلات الدولية لرئيس الوزراء الهندي ناريندرا مودي

البلدان التي زارها رئيس الوزراء الهندي ناريندرا مودي

فيما يلي قائمة الرحلات الدولية التي قام بها رئيس الوزراء الهندي ناريندرا مودي منذ أن أصبح رئيسًا لوزراء الهند بعد الانتخابات العامة الهندية لعام 2014 .

## ملخص الرحلات الدولية

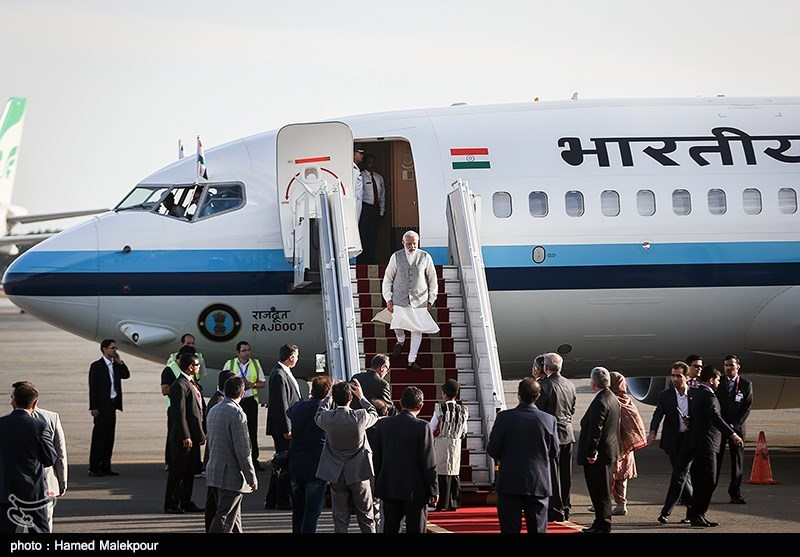
رئيس الوزراء ناريندرا مودي يصل إلى طهران، إيران (مايو 2016).

خريطة الرحلات الدولية التي قام بها ناريندرا مودي كرئيس للوزراء
زيارة واحدة
زيارتين
ثلاث زيارات
أربع زيارات
خمس زيارات
ستة زيارات
الهند

| عدد الزيارات | الدول |
| ------------ | --- |
| زيارة واحدة  | الأرجنتين، أستراليا، البحرين، بنغلاديش، بلجيكا، كندا، فيجي، إندونيسيا، إيران، أيرلندا، إسرائيل، الأردن، كينيا، لاوس، موريشيوس، المكسيك، منغوليا، موزمبيق، هولندا، عمان، باكستان، فلسطين، الفلبين، البرتغال، قطر، رواندا، سيشيل، إسبانيا، السويد، طاجيكستان، تنزانيا، تركيا، تركمانستان، أوغندا، فيتنام |
| زيارتان      | أفغانستان، بوتان، البرازيل، كازاخستان، قيرغيزستان، ماليزيا، ملديف، ميانمار، المملكة العربية السعودية، جنوب أفريقيا، كوريا الجنوبية، سويسرا، تايلاند، المملكة المتحدة، أوزبكستان |
| ثلاثة زيارات | سريلانكا، الإمارات العربية المتحدة |
| أربعة زيارات | ألمانيا، اليابان، نيبال، سنغافورة |
| خمسة زيارات  | الصين، فرنسا، روسيا |
| ستة زيارات   | الولايات المتحدة الأمريكية |

## 2019
| الدولة           | التاريخ      | مدن تمت زيارتها        |
| ---------------- | ------------ | ---------------------- |
| كوريا الجنوبية   | 22-21 فبراير | سول                    |
| جزر المالديف     | 8 يونيو      |                        |
| سريلانكا         | 9 يونيو      |                        |
| قرغيزستان        | 15-14 يونيو  |                        |
| اليابان          | 29-27 يونيو  |                        |
| بوتان            | 18-17 أغسطس  |                        |
| فرنسا            | 23-22 أغسطس  | باريس                  |
| روسيا            | 5-4 سبتمبر   | فلاديفوستوك            |
| الولايات المتحدة | 27-20 سبتمبر | نيويورك، هوستن، شيكاغو |
| السعودية         | 29 أكتوبر    | الرياض                 |
| تايلاند          | 4-2 نوفمبر   | بانكوك                 |
| البرازيل         | 14-13 نوفمبر | برازيليا               |